# Пећина Љубачево
Пећина Љубачево је пећина која се налази у селу Љубачево, на територији општине Бањалука, удаљена 14 километара је од центра града Бањалуке, у Републици Српској, БиХ. Налази се на надморској висини од 420 метара. До отварања каменолома дужина пећине је била 700 метара, а сада износи свега 338 метара, пошто је део подземног система трајно уништен због радова.
Јединствена је по изузетно ријетким облицима ексцентричног накита (хеликтитима), који супротно физичким законима и земљиној тежи висе у свим правцима као наелектрисана коса. Осим у пећини су пронађени велики саливи, сталагмити, сталактити, пећински стубови и бигрене каде.
Пећина се састоји од:
- Улазног канала малог нагиба, са вертикално издуженим отвором оријентисан према југоистоку и је са једне стране преграђен великим саливом. Улаз је ширине 1,20 м висине 3 м.
- Високе дворане највиша морфолошка цјелина у пећини висине до 10 м, просечне ширине од 6-9 м. Дно је прекривено расквашеном глином, која својим обликом указује на чињеницу да је током морфолошке еволуције туда циркулисала велика количина подземних вода.
- Слијепог канала се налази у наставку сјеверозападно од Високе дворане и има мали успон на свом почетном делу. Његово дно прекривено је калцитном кором и расквашеном иловачом. Таваница и стране канала прекривене су пећинским накитом.
- Дворане сталагмита у коју се улази из Високе дворане, преко теже проходног сужења висине 0,5 м. Добила је назив по атрактивној групи масивних сталагмита, пронађених током првих посета спелеолога, од којих је данас у дворани присутно само неколико примерака, јер је један део сталагмита растрјешен услед детонације, док су најатрактивније примерке веома масивних сталагмита однијели „посјетиоци“, пре него што је постављена капија на улазу. Дно дворане покривено је калцитним наслагама и мавим бигреним кадама, док се на бочним странама налазе се хеликтити и крупних кристали калцита
- Калцитне дворане (са сјеверозападним и југоисточним краком) је најдужа и најинтересантнија дворана, укупне дужине 103 м.
- Колапса са спустом од 6 м, је хидролошки најактивнији, најинтересантнији и најнепроходнији део пећине, у који је прилаз могућ само спустом и успоном, преко готово вертикалних страна
- Дворане Посљедњи хоризонт налази се у наставку Колапса и као завршни део пећине. Највеће висина му је 8 м, са великом концентрацијом таваничног пећинског накита, посебно хеликтитима

Иако само делимично сачувана у изворном облику пећина у каменолому Љубачево по својим димензијама и карактеристикама спада у 15 најзначајнијих спелеолошких објеката у Републици Српској, која показује природу развоја овог крашког предјела. Пошто није хидролошки активна дјелимично уређивана, због чега је очуване већина њених природних карактеристика.
Налази се под заштитом Завода за заштиту културно историјског и природног насљеђа Републике Српске и спада у природно добро I и II категорије. Проглашена је за споменик природе у априлу 2008. године.